# Opel GT
 (septembre 2023).
Si vous disposez d'ouvrages ou d'articles de référence ou si vous connaissez des sites web de qualité traitant du thème abordé ici, merci de compléter l'article en donnant les références utiles à sa vérifiabilité et en les liant à la section « Notes et références ».
Pour le roadster sorti en 2016, voir Opel GT (roadster).
L'Opel GT est une voiture de sport produite par Opel de 1968 à 1973. En 2006, 34 ans après l'arrêt de la fabrication de la GT, Opel produit un nouveau modèle. En 2016, une troisième version est présentée sous la forme d'un concept car baptisé Opel GT Concept lors du salon de Genève.

## Opel GT (1968-1973)
L'Opel GT est une voiture de sport coupé deux places produite par Opel, en 1968. Sa ligne rappelle incontestablement la Corvette de la même année. Son design implique de célèbres stylistes de GM, comme Clare McKichan (connu pour ses Chevy des années 1950) et Chuck Jordan (connu pour beaucoup de véhicules, notamment la Camaro des années 1960, la Corvair Monza et la Corvette StingRay).
Un total de 103 463 voitures sont vendues entre 1968 et 1973. Les GT les plus intéressantes pour des collections sont sans doute les quelques premières centaines de modèles de 1968, ainsi que les modèles 1 100 cm3 de 1968-1969 (3 573 exemplaires). Il y a également 10 760 unités du modèle « économique » GT/J, où la majorité des accessoires en chrome sont absents.

### Performances - Motorisation
L'Opel GT est, au départ, équipée d'un moteur 4-cylindres en ligne d'une cylindrée de 1 100 cm3, à soupapes en tête, développant 60 ch DIN (ou 67 ch SAE) à 6 000 tr/min. Cependant, la plupart des acheteurs choisissent le moteur optionnel de 1 900 cm3, à arbre à cames en tête, qui développe 90 ch DIN (ou 102 ch SAE) entre 5 200 et 5 400 tr/min. En 1971, à la suite de régularisations concernant les émissions, Opel réduit le taux de compression du moteur 1900 US, ce qui fait retomber la puissance de ce moteur à 83 ch SAE. Il y a également un modèle GT/J (Junior), qui est une version européenne, moins onéreuse, de la 1900 GT. Cette voiture est équipée d'une transmission manuelle à 4 rapports. Une version à transmission automatique (3 vitesses) est cependant disponible avec le moteur 1 900 cm3. La production de l'Opel GT s'étale entre 1968 et 1973.
La GT est équipée d'un châssis monocoque métallique et d'un moteur longitudinal avant, avec transmission aux roues arrière. Le moteur à arbre à cames en tête est monté très en arrière du châssis, pour améliorer la répartition de poids. Elle est équipée d'un système de freinage assisté, à disques à l'avant et à tambours à l'arrière. La direction n'est pas assistée.
Une caractéristique remarquable de l'Opel GT est son mécanisme de phares rétractables. Ce mécanisme est actionné manuellement par un levier, sur la console centrale, entre les deux sièges. Contrairement aux mécanismes de phares rétractables habituels, ceux de l'Opel GT tournent d'un demi-tour sur l'axe longitudinal. Le mécanisme manuel pour actionner ces phares (avec la manette sur la console) est si difficile à actionner qu'une blague circule à ce propos : on peut reconnaître un propriétaire de GT à son bras droit musclé, nécessaire pour allumer les phares.

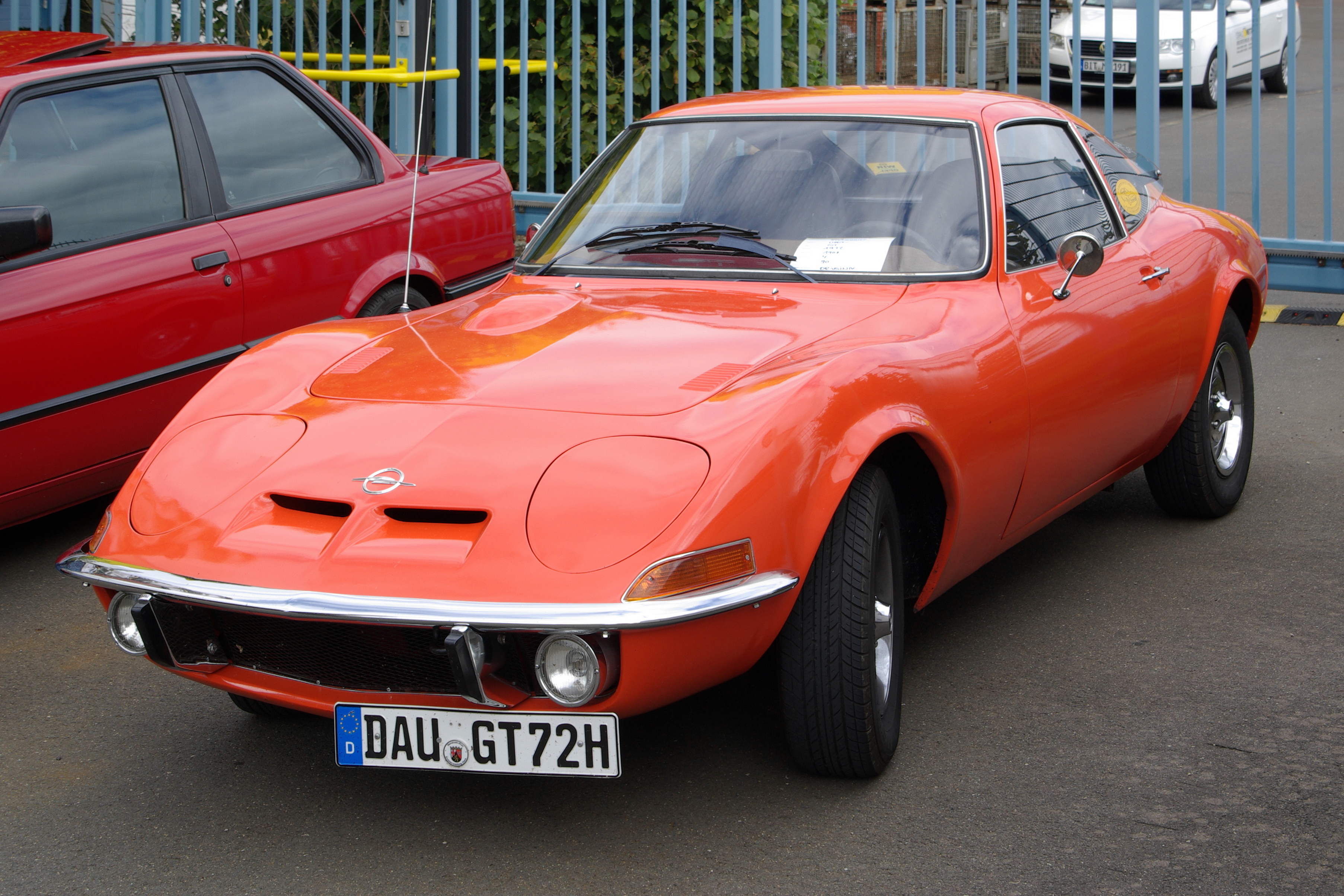
GT 1900.
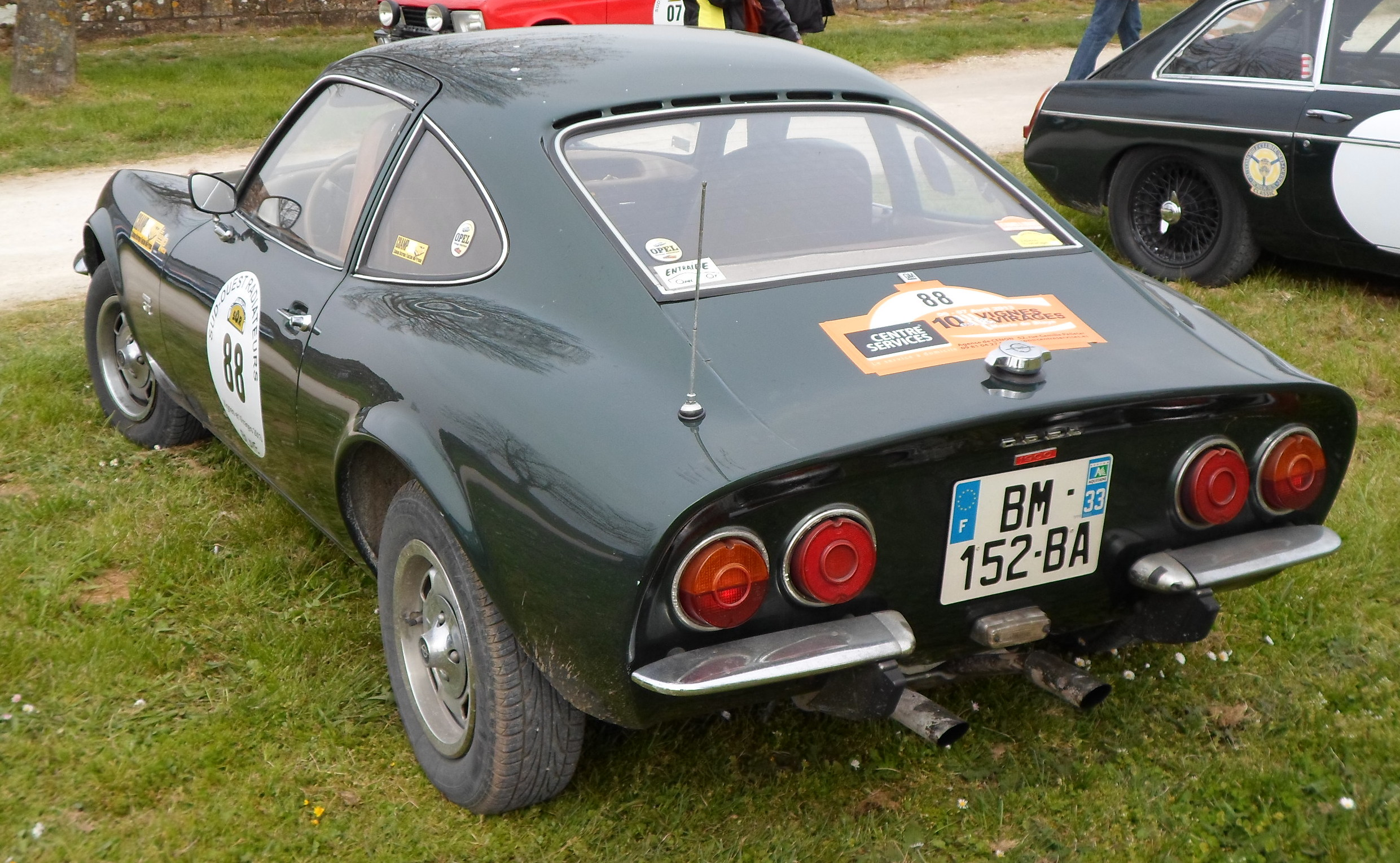
Vue arrière de la GT 1900.
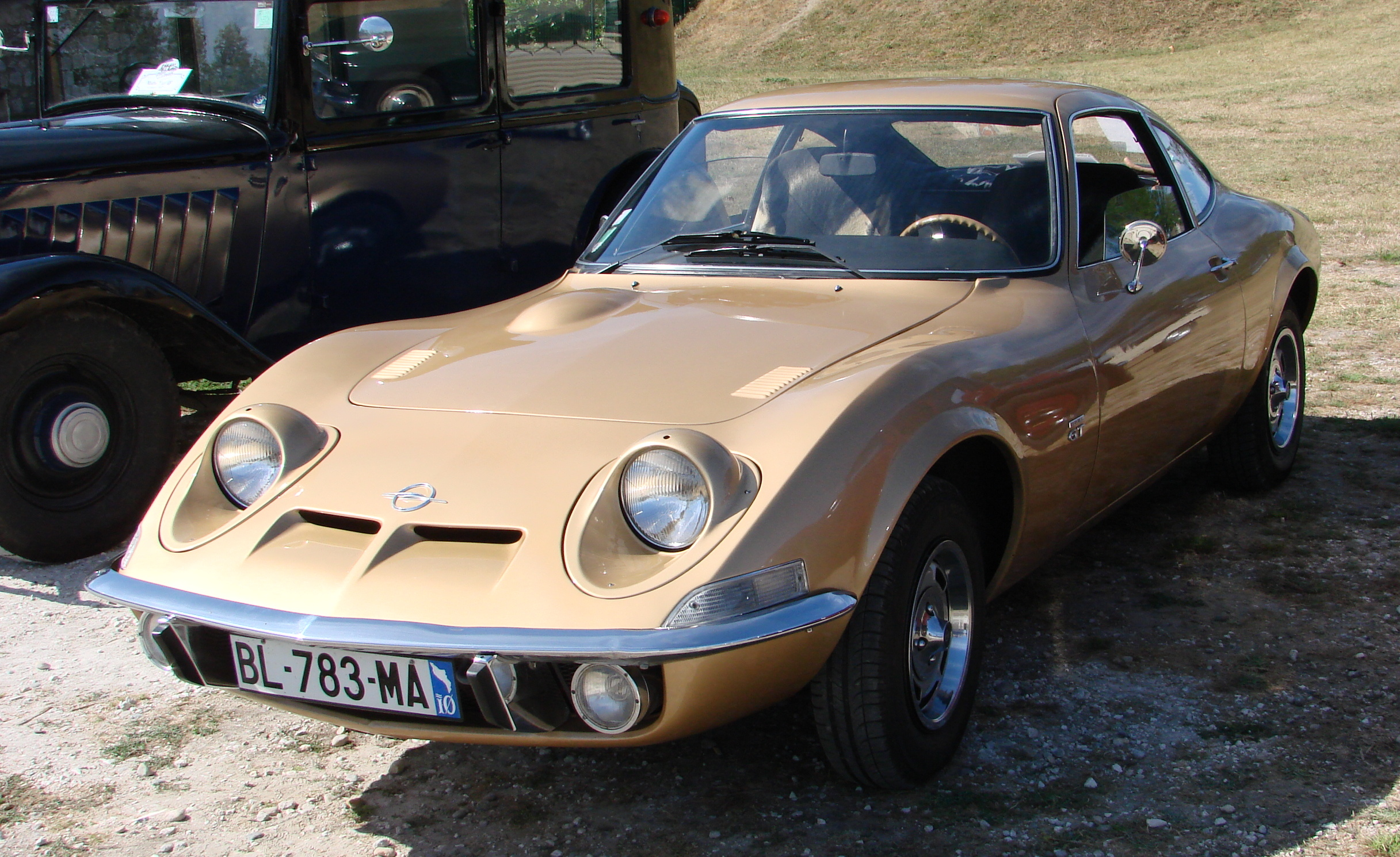
GT 1900 équipée du kit « phares fixes ».

### Habitacle

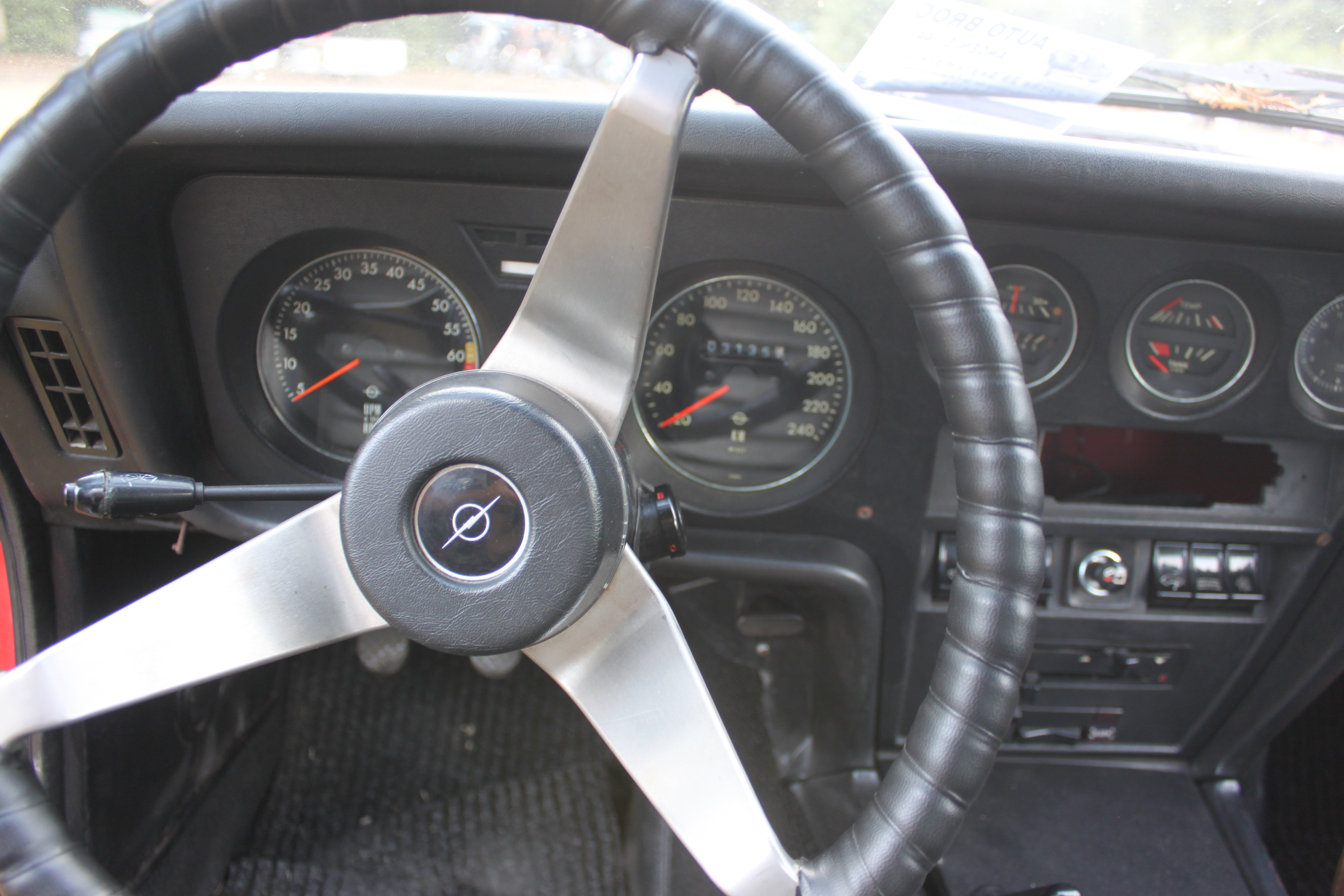
Le tableau de bord.

L'Opel GT n'a absolument aucun coffre ou hayon extérieur. Il y a un espace de rangement, uniquement accessible par l'intérieur (mais très mal placé, derrière les sièges) et séparé de l'habitacle par une toile tendue. C'est également par là qu'on accède à la roue de secours et à la trousse à outils.
Son habitacle est particulièrement grand, pour une voiture de cette taille, de par sa conception originale (une coque métallique sculptée sur le modèle intérieur). L'espace pour les jambes et la garde au toit sont suffisants pour un conducteur d'une taille d'1,83 m.

## Opel GT (2007-2009)

### Design
En 2006, 34 ans après l'arrêt de la fabrication de la GT, Opel lance un nouveau modèle (millésime 2007). La nouvelle GT adopte un positionnement inédit, avec sa carrosserie de cabriolet, son tempérament de propulsion et son 4-cylindres turbo. Les lignes de la dernière Opel GT sont entièrement reprises de la Saturn Sky, dessinée dans les bureaux de General Motors, à Détroit, aux États-Unis, et à Rüsselsheim, en Allemagne. La capote de ce roadster, aux dimensions originales pour la catégorie, nécessite malheureusement de descendre du véhicule pour la fermer. Le peu de surface vitrée, outre le manque de visibilité, profite indéniablement à son agressivité. La sportivité de la GT s'affirme d'ailleurs d'autant plus grâce aux deux bossages du couvre-capote, situés dans le prolongement des sièges.
L'espace accordé à l'habitacle de l'Opel, d'à peine plus de 4 m, demeure, évidemment, limité. Cependant, le conducteur se sent à l'aise, grâce au volant et au siège ajustables en hauteur. En ce qui concerne le volume, celui du coffre est plutôt ridicule, avec seulement 157 L lorsque le roadster est capoté et de 66 L décapoté, espace difficilement exploitable en raison de la présence, en position centrale, dans le coffre, du réservoir de carburant.
En 2009, à la suite des difficultés financières du groupe américain GM, la production de l'Opel GT est définitivement arrêtée et l'usine américaine de Wilmington qui la produisait est rachetée par un autre constructeur américain.

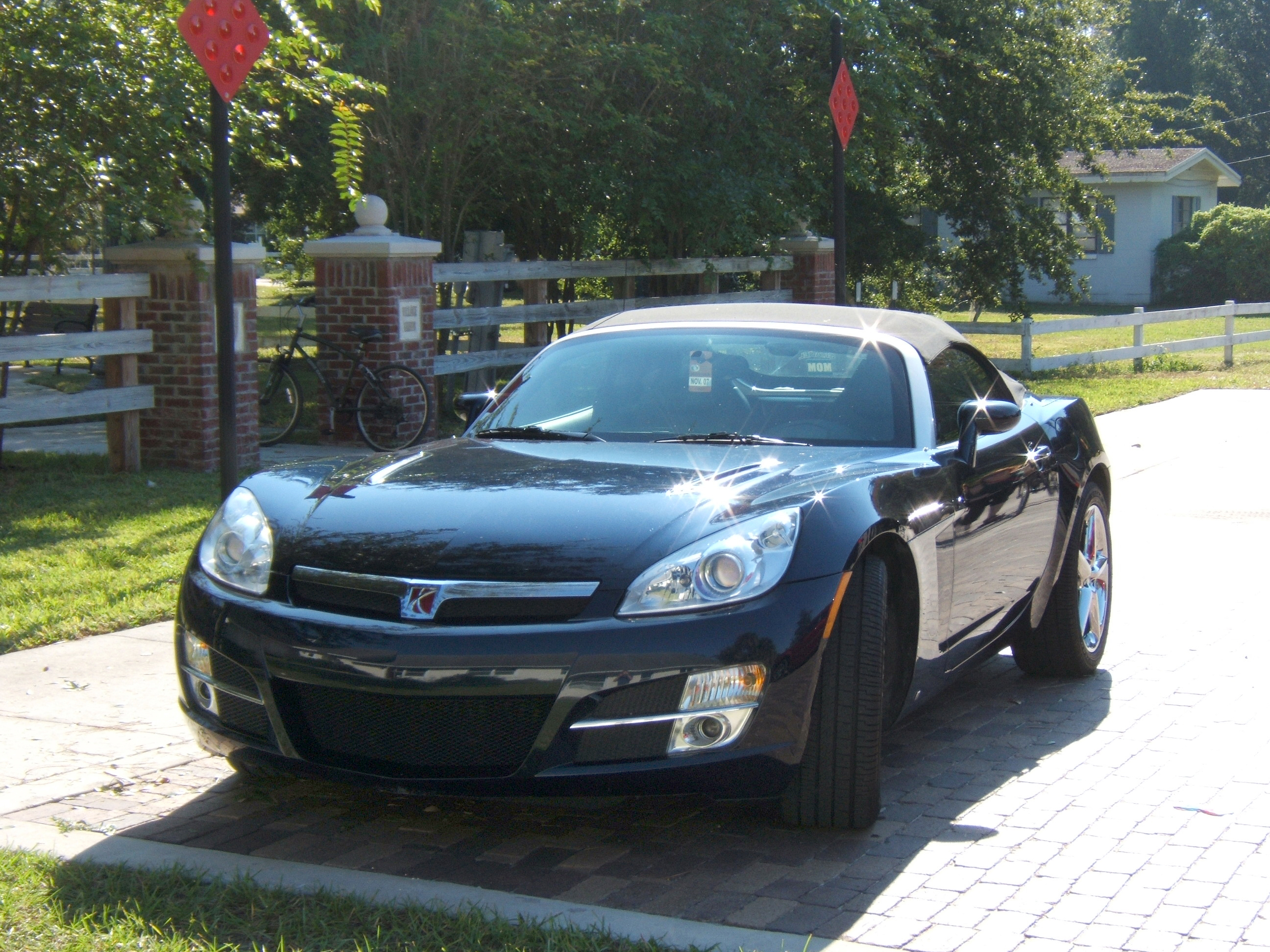
Saturn Sky Redline Roadster, version américaine de l'Opel GT Roadster (groupe GM).
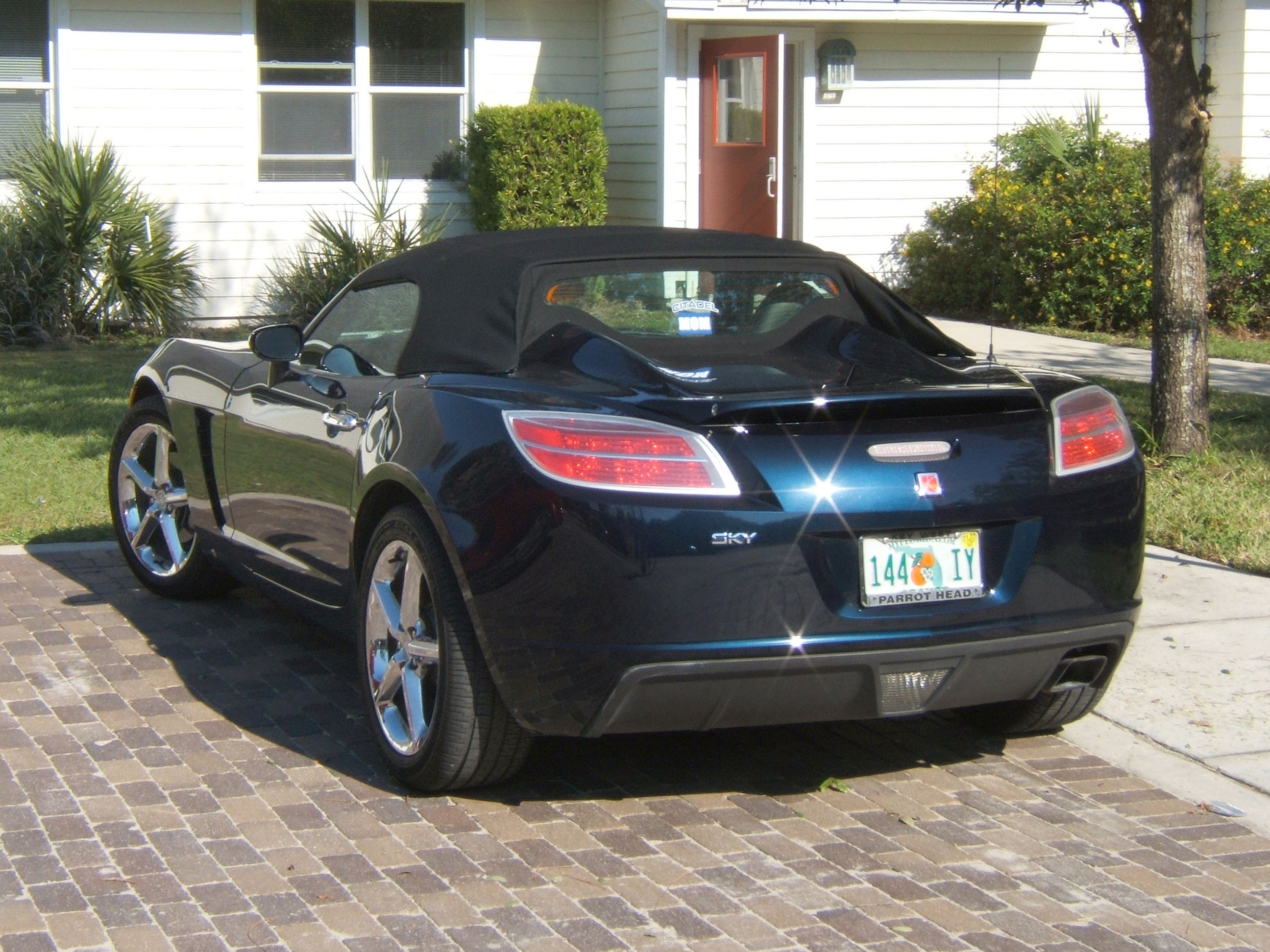
Vue arrière d'une Saturn Sky Redline Roadster.

### Performances - Motorisation
En matière de performances, cette Opel jouit d'une bonne répartition des masses (51 % à l'avant, 49 % à l'arrière) bénéficiant à sa tenue de route. Comme de nombreux véhicules de sport au cours des années précédentes, la GT opte pour le système électronique d'antipatinage ESP. Elle est équipée de suspensions à double triangle et d'un différentiel à glissement limité, nécessaire pour la transmission du couple aux deux roues motrices en catégorie sportive. Opel opte pour un 4-cylindres essence, en ligne, à injection directe et turbocompresseur à double entrée, plus une distribution variable à l'admission et à l'échappement. La motorisation 2,0 L turbo développe 264 ch, avec un couple maxi de 353 N m, disponible dès 2 500 tr/min.

## Opel GT Concept (2016)

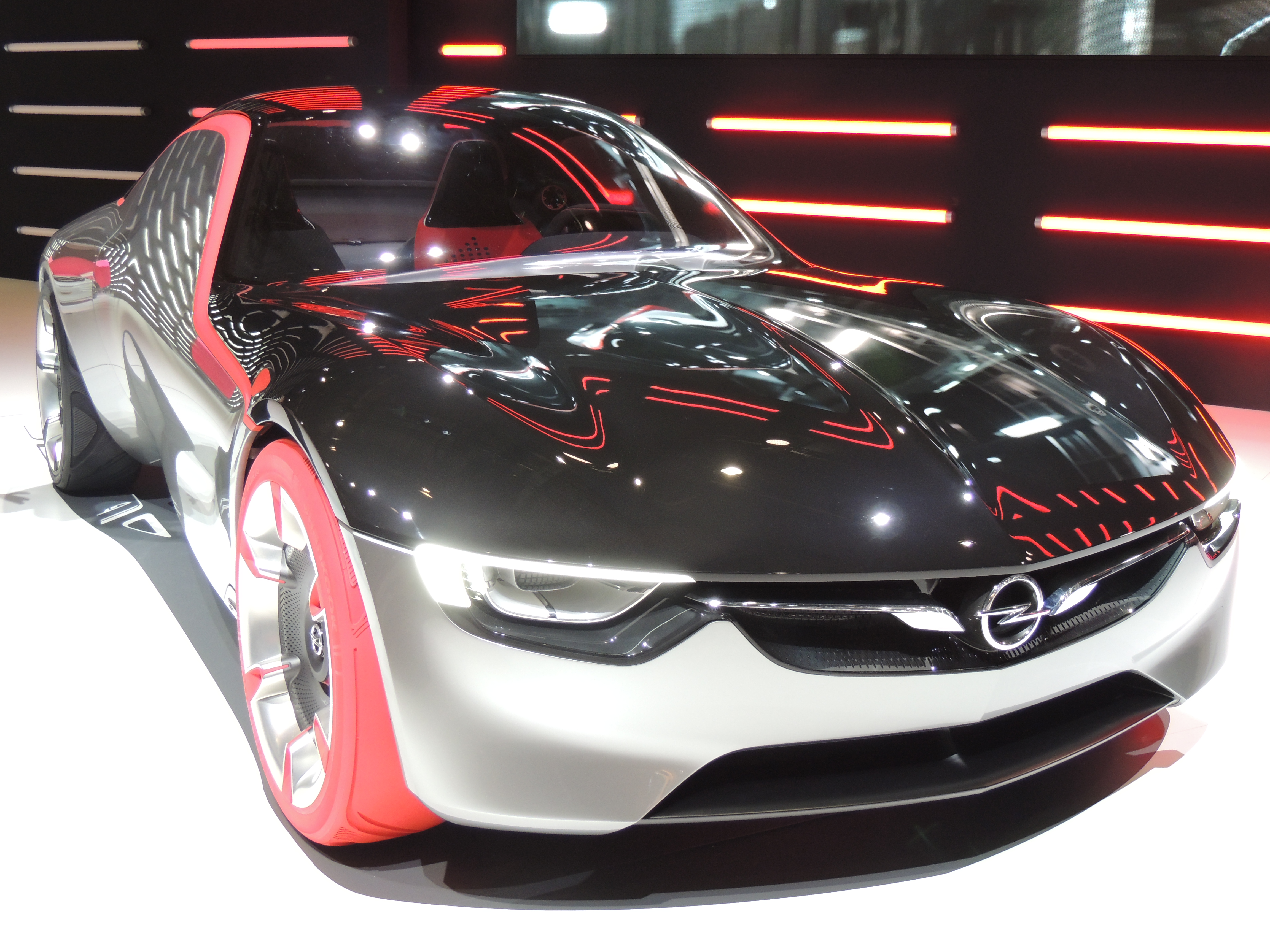
Opel GT Concept.

Un concept-car préfigurant une nouvelle Opel GT est présenté au Salon de Genève 2016. Il est révélé la première fois le 21 janvier, après une première vidéo du 15 janvier 2016 : le PDG d'Opel, Karl-Thomas Neumann, entre dans une pièce, et dans son œil, on voit le regard de l'avenir d'Opel. Dans la deuxième vidéo du 21 janvier, le concept GT montre l'échappement double en position centrale relié par un logo "GT", référence au concept Opel Experimental GT présenté dans les années 1960 et préfigurant la GT originelle de 1968, puis des pneus rouges pareils à ceux vus sur une motocyclette du XXe siècle, l'Opel Motoclub 500 de 1928. Ce concept préfigure le futur design des modèles Opel, avec une face avant inspirée du concept car Monza de 2013. La nouvelle Opel GT était prévue pour 2018. Le rachat d'Opel par PSA en 2017 empêcha la réalisation de ce projet.